# Aspach-le-Haut
Aspach-le-Haut foi uma antiga comuna francesa na região administrativa de Grande Leste, no departamento Alto Reno. Estendia-se por uma área de 8,71 km². Em 2010 a comuna tinha 1 821 habitantes (densidade: 209,1 hab./km²).
Em 1 de janeiro de 2016, foi incorporado à nova comuna de Aspach-Michelbach.